# Goldenes Buch

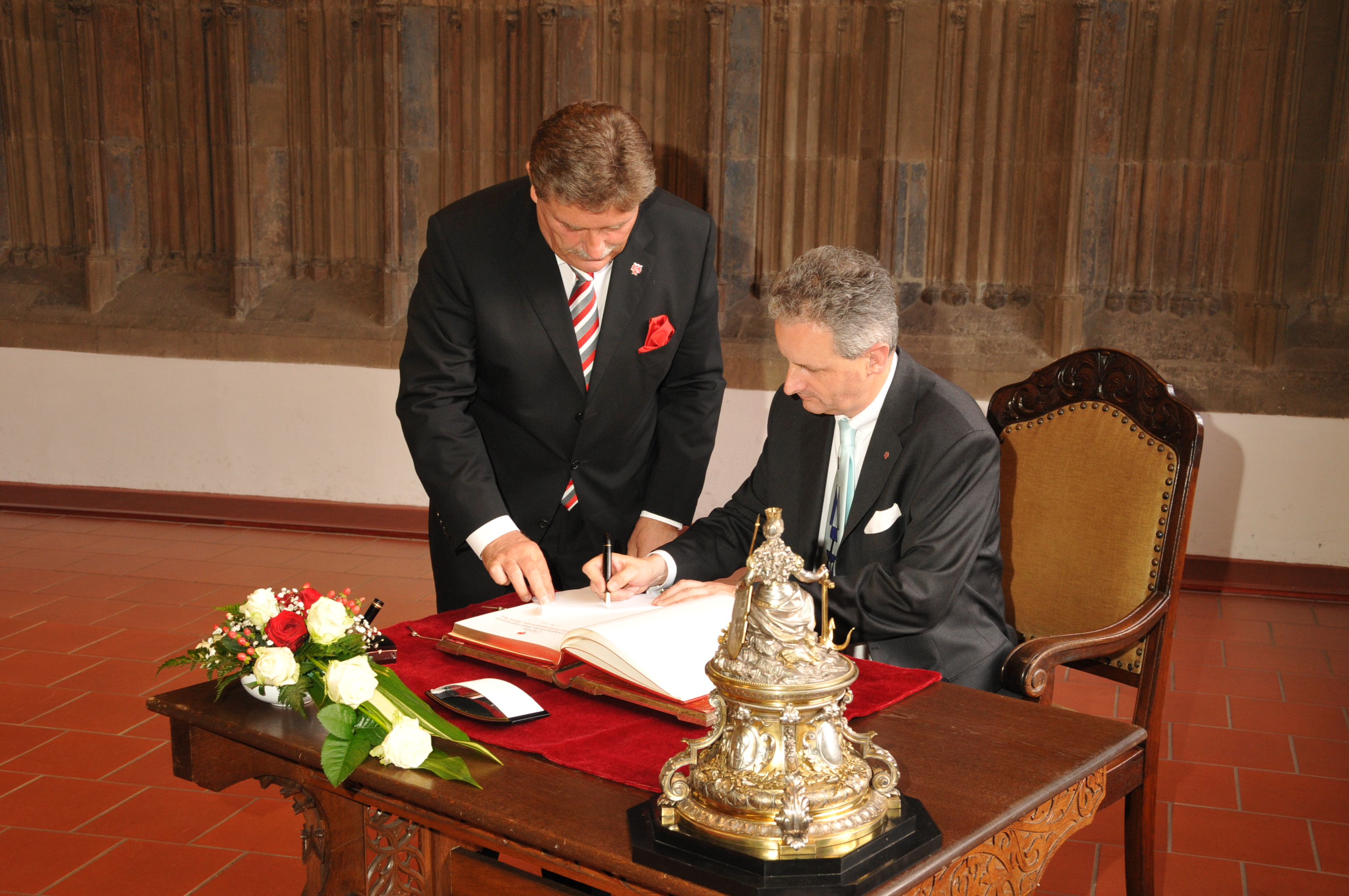
Johann Maria Farina (rechts) trägt sich ins Goldene Buch der Stadt Köln ein. Oberbürgermeister Fritz Schramma (links).

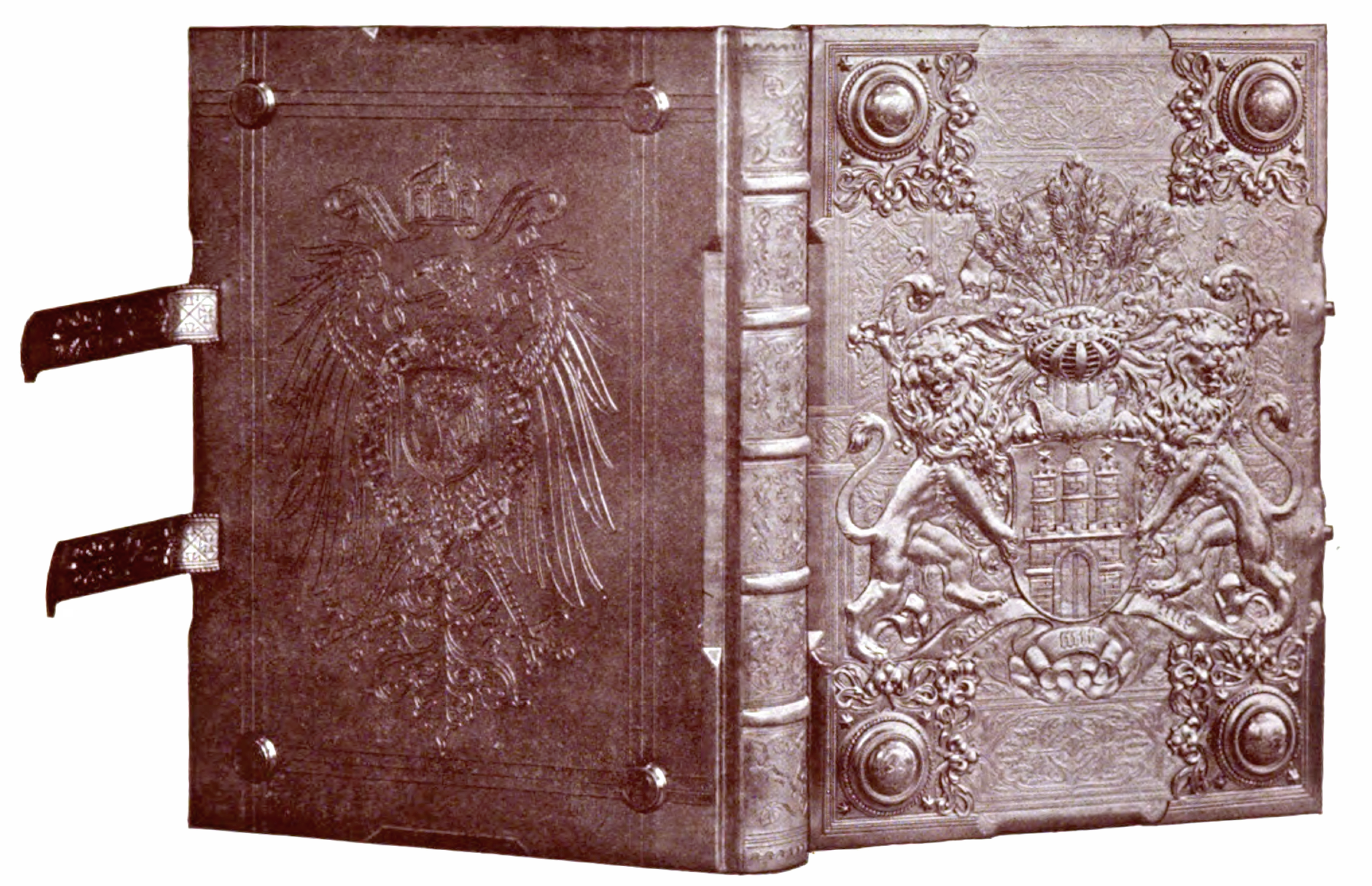
Goldenes Buch der Stadt Hamburg

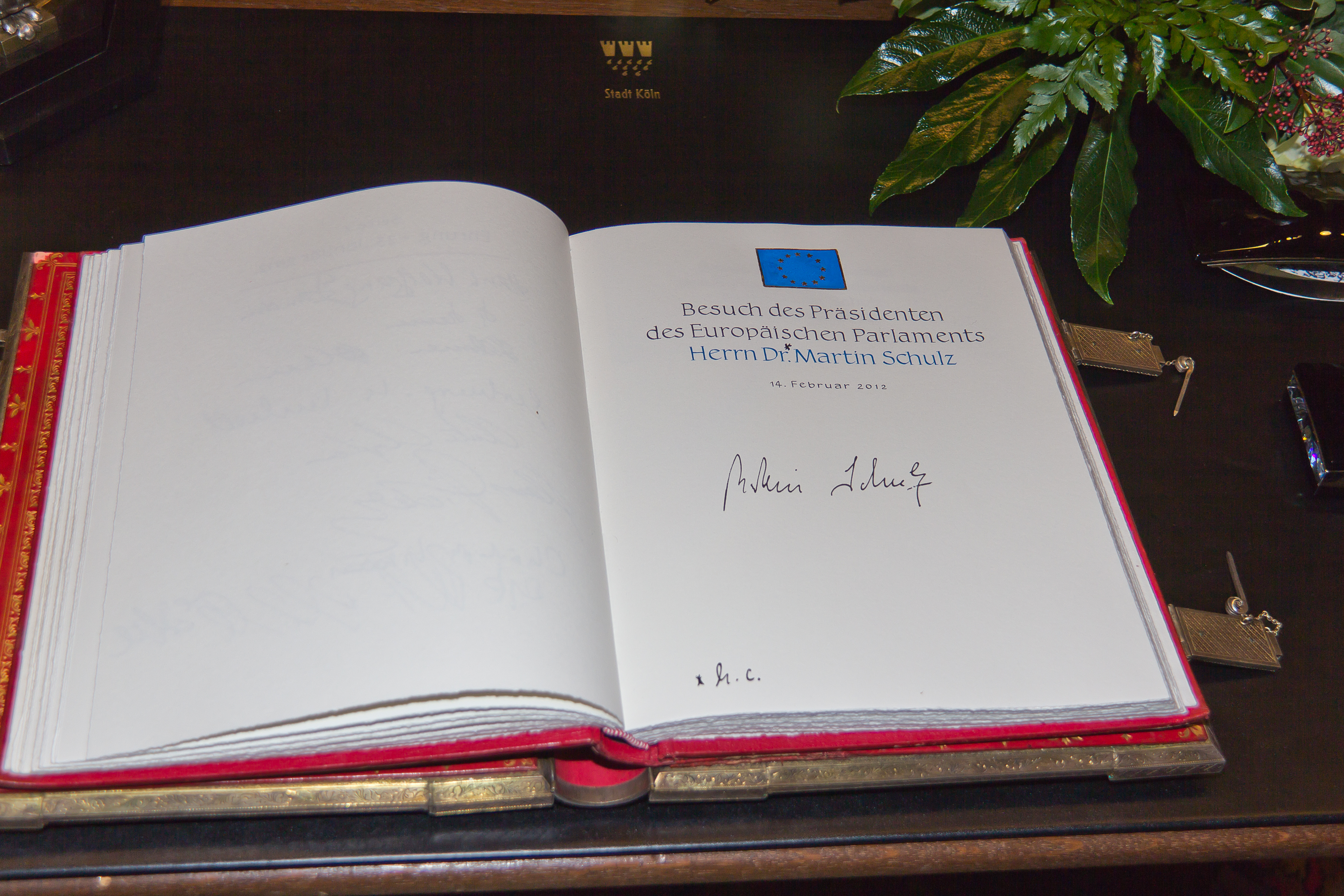
Eintrag im Goldenen Buch der Stadt Köln

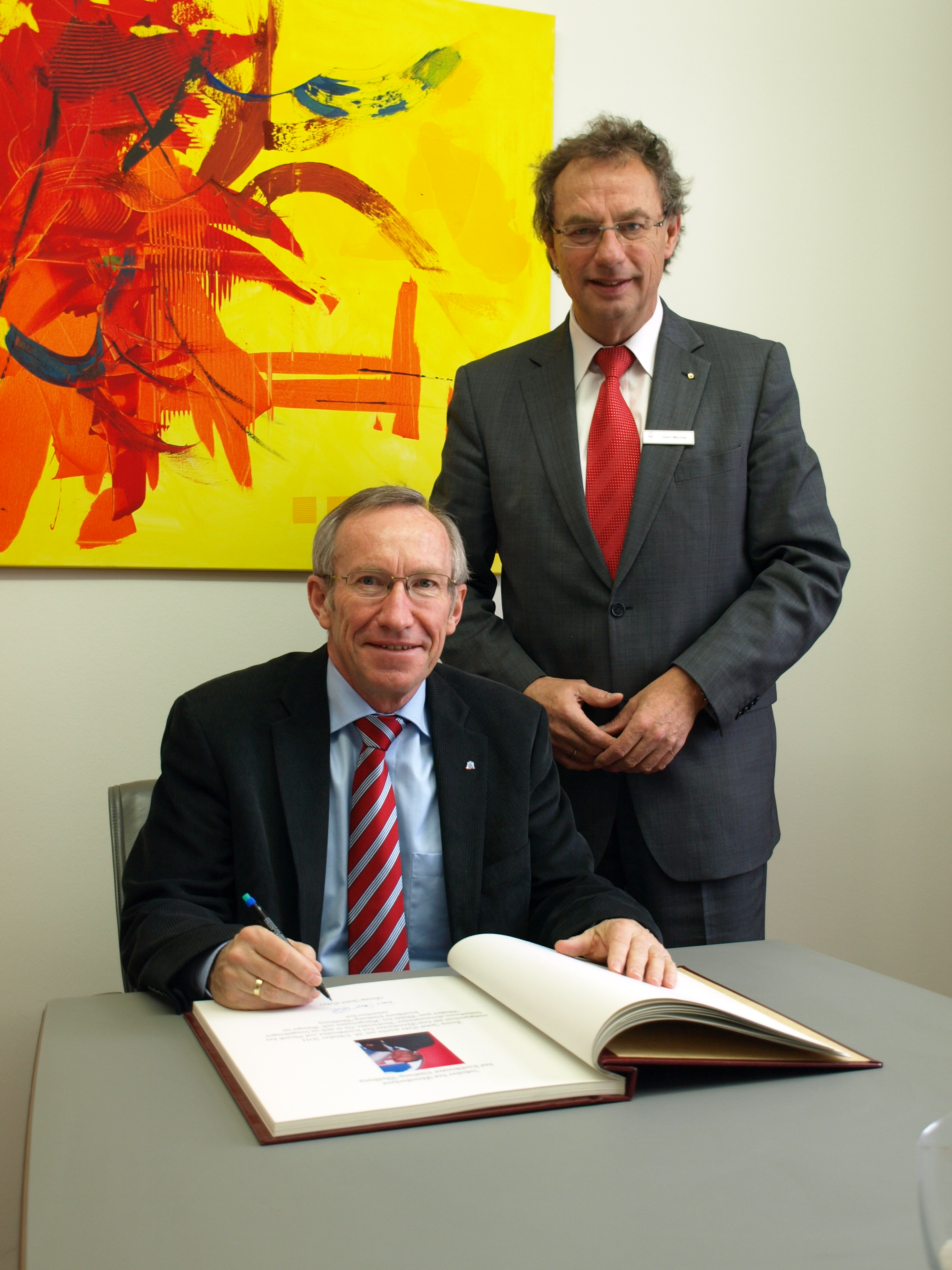
Eintrag ins Goldene Buch des Landkreises Limburg-Weilburg – Franz-Josef Sehr (links) mit Landrat Manfred Michel

Ein Goldenes Buch ist ein in Gemeinden, Städten und Landkreisen verwendetes Buch, in dem sich Ehrengäste während eines Besuchs eintragen dürfen. Die Bezeichnung ist sinnbildlich, aber auch wörtlich in Bezug auf den Goldschnitt der Seiten und Vergoldungen am Einband zu verstehen.
Oftmals sind die Bücher schwere, in Leder gebundene Folianten. Die Einträge der Gäste werden von Kalligraphen vorgestaltet, indem diese Namen des Gastes, Datum und Umstand des Besuchs auf ein Vorblatt schreiben.

## Ursprung
Als „Goldenes Buch“ (Libro d’Oro) wurden seit dem Mittelalter Adelsregister italienischer Städte und Staaten bezeichnet. Am bekanntesten ist das Verzeichnis der venezianischen Nobilhòmini.

## Goldenes Buch der Stadt Braunschweig

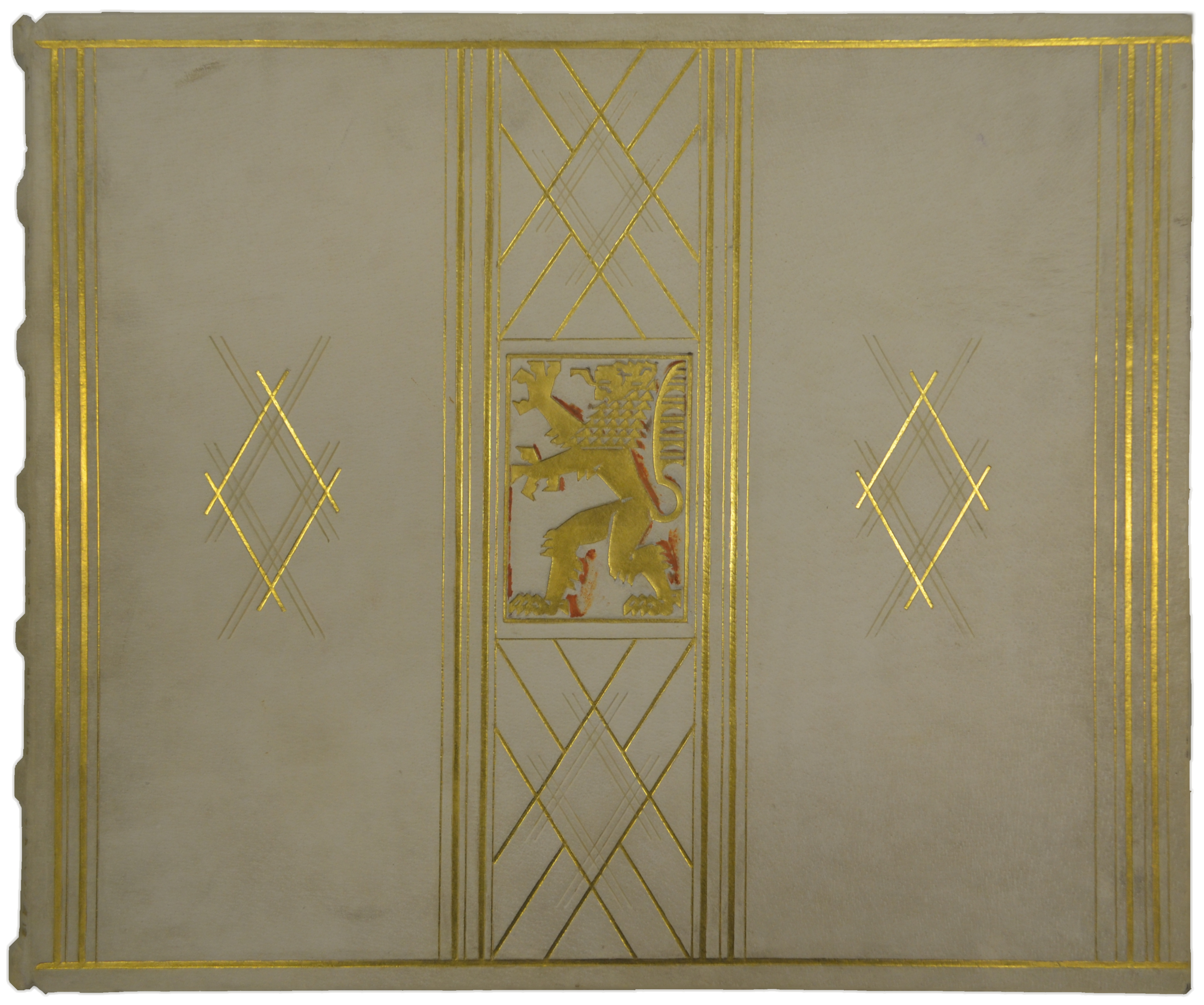
Das 1. Goldene Buch der Stadt Braunschweig, geführt von 1926 bis 1942. Im Zentrum das Wappen der Stadt Braunschweig mit dem stilisierten Braunschweiger Löwen.

Das Goldene Buch der Stadt Braunschweig wurde 1926 anlässlich des Besuches des zweiten Reichspräsidenten der Weimarer Republik, Paul von Hindenburg, angelegt, der sich als erster am 15. Oktober 1926 eintrug. Es wurde bis 1942 fortgeführt. Der 2. Band wurde von 1951 bis 1995 geführt, seither ist der 3. Band in Gebrauch. Die beiden ersten Bände werden im Stadtarchiv Braunschweig verwahrt.

## Goldenes Buch der „Die Grosse von 1823 Karnevalsgesellschaft e. V. Köln“
Im Jahre 1876 schuf der Hofgoldschmiedes Gabriel Hermeling in Köln ein kunsthistorisch sehr interessantes „Goldenes Buch“. Dieses wurde der Großen Karnevalsgesellschaft (heutige Die Grosse von 1823) gewidmet und trägt folgerichtig karnevalistische Motive.

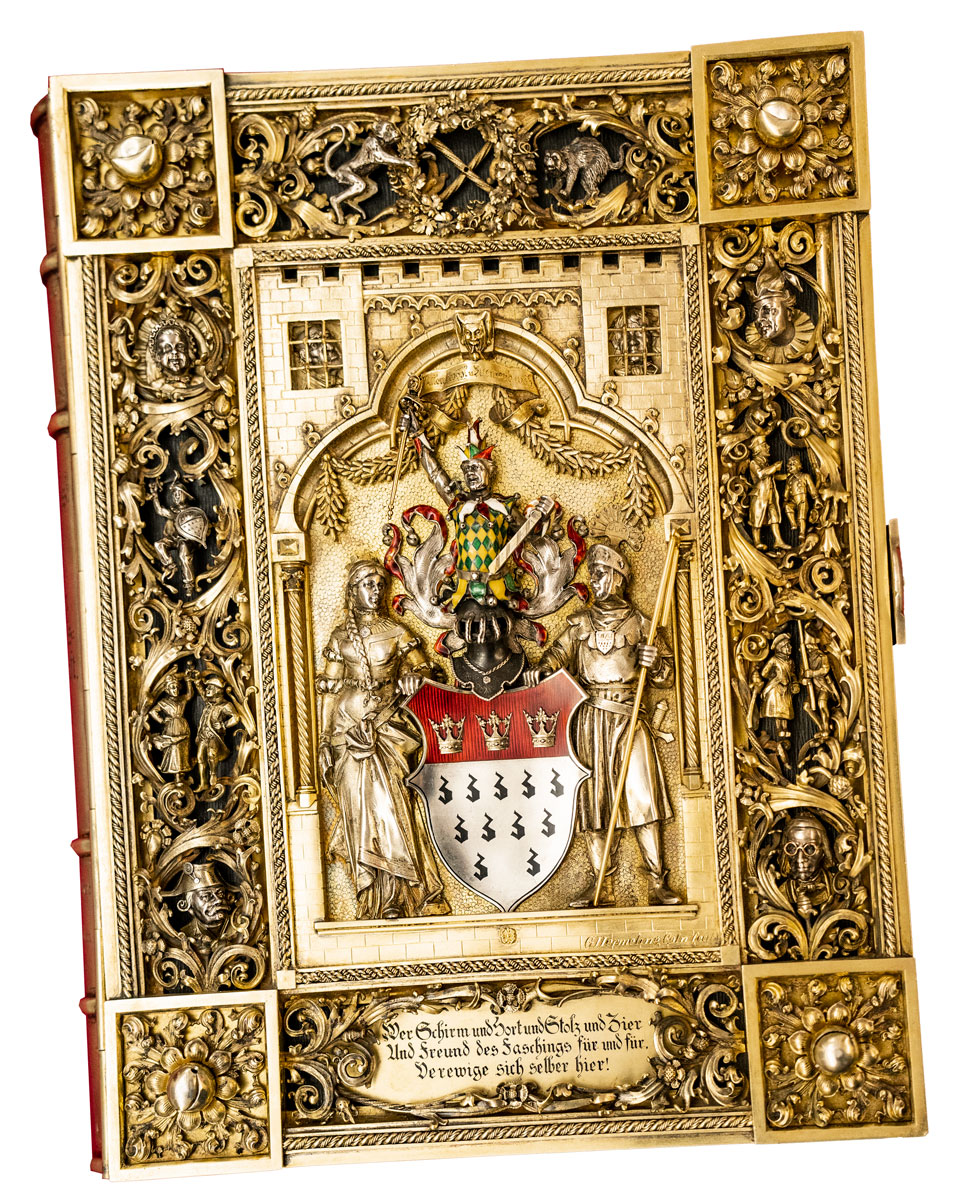
Das „Goldene Buch“ der Die Grosse von 1823 KG e. V. Köln

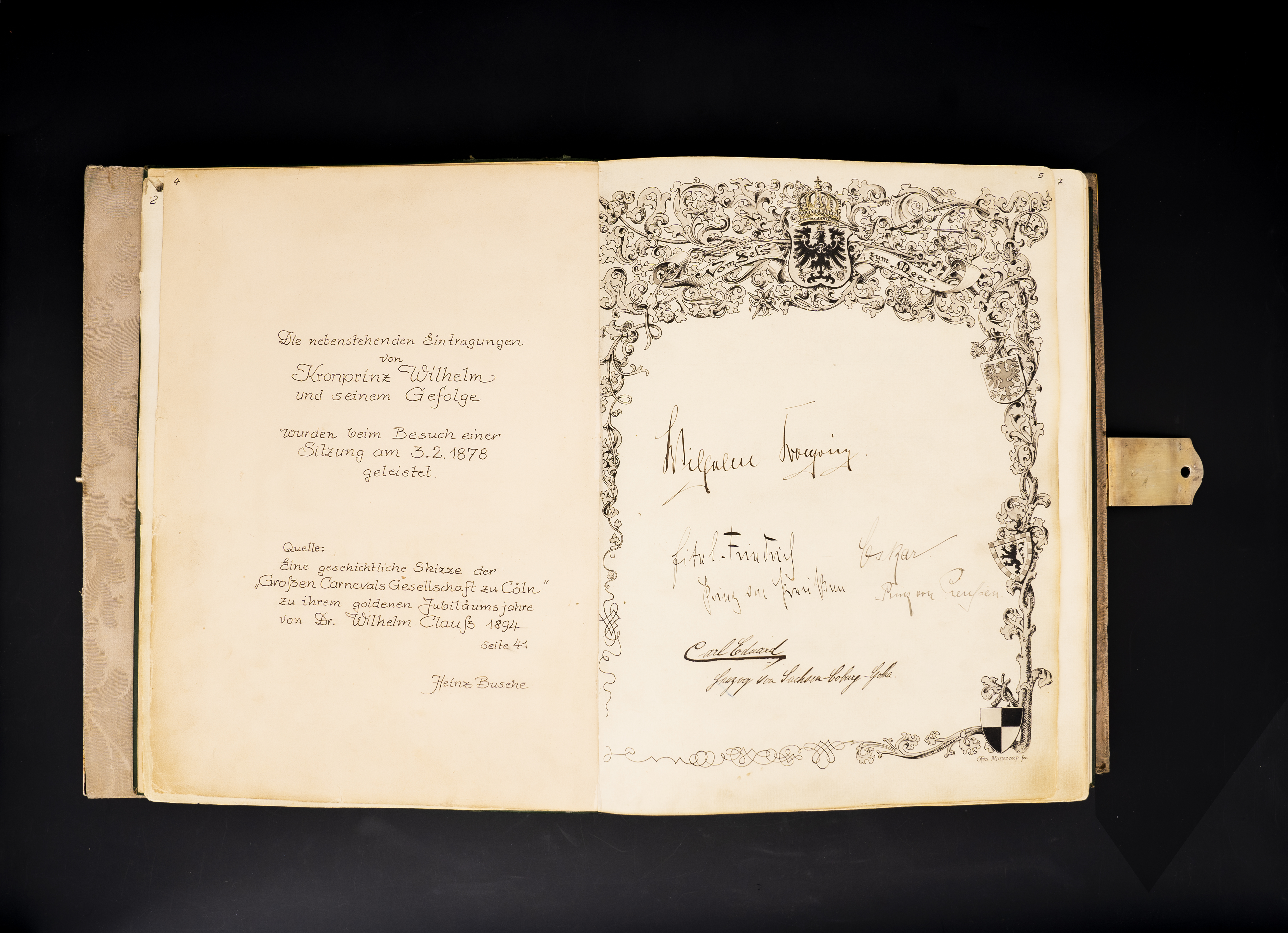
Die erste Eintragung in das Goldene Buch der KG von Kronprinz Wilhelm (späterer letzter deutscher Kaiser) aus dem Jahre 1878

## Goldenes Buch der Stadt Hamburg
Das Goldene Buch der Stadt Hamburg ist kein Buch im eigentlichen Sinne. Es handelt sich lediglich um eine Kassette, in der sich einzelne lose Seiten aus Büttenpapier befinden. Die Kassette entstand in der kunstgewerblichen Werkstatt Georg Hulbe (1851–1917). Auf dem Vorderdeckel findet sich das Hamburger Staatswappen, darunter die Devise „Gott mit uns“. Die Ecken bestehen aus handgetriebenen und vergoldeten Silberbeschlägen, der Rückdeckel trägt den deutschen Reichsadler. Gestiftet wurde die Lederschnittarbeit durch die Familie des damaligen Bürgermeisters Carl Friedrich Petersen zur Einweihung des Rathauses im Jahre 1897.

## Goldenes Buch der Stadt Hannover
Das Goldene Buch der niedersächsischen Landeshauptstadt wurde durch Kaiser Wilhelm II. 1913 anlässlich der Einweihung des Neuen Rathauses eröffnet. Es liegt mittlerweile in mehreren Bänden vor.

## Stahlbuch der Stadt Essen
Eine Besonderheit stellt die Stadt Essen dar. Diese hat seit dem Jahr 1934 ein „Stahlbuch“ als offizielles Gästebuch, was aufgrund der Bekanntheit Essens als Stahlstandort einen passenderen Eindruck machte. Da der Einband aus Kruppstahl lediglich das Stadtwappen und keine nationalsozialistischen Symbole zeigt, wurde das Stahlbuch auch in der Folgezeit der Bundesrepublik weiterverwendet. Lediglich die alten Seiten wurden entfernt und ins Stadtarchiv übernommen.